# 卡提奧
卡提奧是西非國家幾內亞比紹的城市，也是通巴利區的首府，海拔高度1米，面積1,020平方公里，主要經濟活動是農業，沒有高等院校或專業培訓中心，2008年人口9,217。